# Solok (stad)
Solok is een autonome stadsgemeente (Kota otonom) in de provincie West-Sumatra op het eiland Sumatra, Indonesië. De stad heeft 57.200 inwoners (2002) en heeft een oppervlakte van 57,64 km².
De stad Solok wordt aan alle kanten omgeven door het regentschap Solok. Er is overigens ook nog een regentschap Solok Selatan.
Solok (zowel de stad als de twee omliggende regentschappen) staat bekend om zijn rijstbouw en de kwaliteit van de rijst. Daarom staat de stad bekend als Koto Bareh (Minangkabaus) of Kota Beras (Indonesisch), wat "de rijststad" betekent.
Solok is onderverdeeld in 2 onderdistricten (kecamatan):
- Lubuk Sikarah
- Tanjung Harapan

## Geboren
- Gerardus Johannes Berenschot (1887-1941) was een Nederlandse luitenant-generaal en commandant van het Nederlands-Indische leger.
- Mohamed Nazir Datoek Pamontjak (1897-1966), politicus.
- Charles Adriaan van Ophuijsen (1854-1917), hoogleraar Maleise taal- en letterkunde.